# ActiveMovie
ActiveMovie – technika multimedialna stworzona przez firmę Microsoft pozwalająca wykorzystać strumienie audio i wideo w aplikacjach, krótko potem przemianowana na DirectShow. Stanowiła konkurencję dla techniki QuickTime firmy Apple.